# Domagoj Bukvić
Domagoj Bukvić (Osijek, 22 febbraio 2004) è un calciatore croato, attaccante dell'Osijek.

## Caratteristiche tecniche
Ricopre il ruolo di ala destra.

## Carriera

### Club
Bukvić è cresciuto nel settore giovanile dell'Osijek, con cui ha debuttato in prima squadra il 2 aprile 2023 nell'incontro di Hrvatska nogometna liga pareggiato 1-1 contro il Rijeka. Il 30 aprile ha segnato il suo primo gol nel successo per 3-1 sul Varaždin.

### Nazionale
Ha giocato nelle nazionali giovanili croate Under-18, Under-19 ed Under-21.

## Statistiche

### Presenze e reti nei club
Statistiche aggiornate al 30 aprile 2024.
| Stagione        | Squadra         | Campionato      | Campionato | Campionato | Coppe nazionali | Coppe nazionali | Coppe nazionali | Coppe continentali | Coppe continentali | Coppe continentali | Altre coppe | Altre coppe | Altre coppe | Totale | Totale | Totale |
| Stagione        | Squadra         | Comp            | Pres       | Reti       | Comp            | Pres            | Reti            | Comp               | Pres               | Reti               | Comp        | Pres        | Reti        | Pres   | Reti   |        |
| --------------- | --------------- | --------------- | ---------- | ---------- | --------------- | --------------- | --------------- | ------------------ | ------------------ | ------------------ | ----------- | ----------- | ----------- | ------ | ------ | ------ |
| 2021-2022       | Osijek II       | 2.HNL           | 19         | 0          |                 | -               | -               |                    | -                  | -                  |             | -           | -           | 19     | 0      |        |
| 2022-2023       | Osijek          | 1.HNL           | 10         | 1          | CC              | 0               | 0               |                    | -                  | -                  |             | -           | -           | 10     | 1      |        |
| 2023-2024       | Osijek          | 1.HNL           | 31         | 3          | CC              | 2               | 0               | UECL               | 3                  | 0                  |             | -           | -           | 36     | 3      |        |
| Totale carriera | Totale carriera | Totale carriera | 60         | 4          |                 | 2               | 0               |                    | 3                  | 0                  |             | -           | -           | 65     | 4      |        |